# Ivan Pyrjev
Ivan Pyrjev (russisk: Ива́н Алекса́ндрович Пы́рьев) (født 17. november 1901 i Kamen-na-Obi i det Russiske Kejserrige, død 7. februar 1968 i Moskva i Sovjetunionen) var en sovjetisk filminstruktør og manuskriptforfatter.

## Filmografi
- Embedsmand (Государственный чиновник, 1930)[2][3]
- Dødstransportør (Конвейер смерти, 1933)
- Partibogen (Партийный билет, 1936)
- Kæreste (Любимая девушка, 1940)
- Gris og hyrde (Свинарка и пастух, 1941)
- Distriktsudvalgssekretæren (Секретарь райкома, 1942)
- Klokken 18 efter krigen (В 6 часов вечера после войны, 1944)
- Sangen om Taigaen (Сказание о земле Сибирской, 1948)
- Kuban kosakker (Кубанские казаки, 1949)
- Forsøg på troskab (Испытание верности, 1954)
- Idioten (Идиот, 1958)
- Hvide nætter (Белые ночи, 1959)
- Svet daljokoj zvezdy (Свет далёкой звезды, 1964)